# Coșteiu
Coșteiu (Hongaars: Kastély) is een gemeente in het Roemeense district Timiș en ligt in de regio Banaat in het westen van Roemenië. De gemeente telt 3654 inwoners (2005).

## Geografie
De oppervlakte van Coșteiu bedraagt 83,63 km², de bevolkingsdichtheid is 44 inwoners per km².
De gemeente bestaat uit de volgende dorpen: Coșteiu, Hezeriș, Păru, țipari, Valea Lungă Română.

## Demografie
Van de 3846 inwoners in 2002 zijn 3183 Roemenen, 504 Hongaren, 11 Duitsers, 134 Roma's en 14 van andere etnische groepen.
De Hongaren wonen vrijwel allemaal in het dorp Tipari (Szapáryfalva) waar ze de meerderheid van de bevolking vormen.
Onderstaande figuur toont het verloop van het inwoneraantal vanaf 1880.

### Hongaarse gemeenschap
Het dorp Szapáryfalva werd in 1881 gesticht door de Hongaarse regering om onderdak te bieden aan 320 Hongaars Gereformeerde gezinnen die door een rivieroverstroming dakloos waren geworden. De naam van het dorp is afkomstig van Graaf Gyula Szapáry, Hongaars minister van financiën. In 1910 bereikte het dorp haar grootste omvang, het had toen 1743 inwoners, 45 Roemenen en 1686 Hongaren. In 2011 was het aantal inwoners in het dorp gedaald naar 795 personen, waarvan 350 Hongaren (49,2%). In 2020 behaalde de Hongaarse partij 3 van de 13 zetels in de gemeenteraad.

## Politiek
De burgemeester van Coșteiu is Petru Carebia (PUR).

Onderstaande staafgrafiek toont de uitslagen van de gemeenteraadsverkiezingen van 6 juni 2004, naar stemmen per partij. 

## Geschiedenis
In de 5e eeuw werd Coșteiu officieel erkend.
De historische Hongaarse naam is Nagykastély.
Balinț · Banloc · Bara · Bârna · Beba Veche · Becicherecu Mic · Belinț · Bethausen · Biled · Birda · Bogda · Boldur · Brestovăț · Cărpiniș · Cenad · Cenei · Checea · Chevereșu Mare · Comloșu Mare · Coșteiu · Criciova · Curtea · Darova · Denta · Dudeștii Noi · Dudeștii Vechi · Dumbrava · Dumbrăvița · Fibiș · Fârdea · Foeni · Gavojdia · Ghilad · Ghiroda · Ghizela · Giarmata · Giera · Giroc · Giulvăz · Gottlob · Iecea Mare · Jamu Mare · Jebel · Lenauheim · Liebling · Lovrin · Margina · Mașloc · Mănăștiur · Moravița · Moșnița Nouă · Nădrag · Nițchidorf · Ohaba Lungă · Orțișoara · Parța · Pădureni · Peciu Nou · Periam · Pietroasa · Pișchia · Racovița · Remetea Mare · Sacoșu Turcesc · Saravale · Satchinez · Săcălaz · Secaș · Sânandrei · Sânmihaiu Român · Sânpetru Mare · Șag · Şandra · Știuca · Teremia Mare · Tomești · Tomnatic · Topolovățu Mare · Tormac · Traian Vuia · Uivar · Valcani · Variaș · Victor Vlad Delamarina · Voiteg